# 黄铭新
黄铭新（1909年—2001年），男，广东惠阳人，中国内科学家，曾任上海第二医科大学教授、博士生导师，第五、六届全国政协委员。